# (439718) Danielcervantes
(439718) Danielcervantes est un astéroïde de la ceinture principale.

## Description
(439718) Danielcervantes est un astéroïde de la ceinture principale. Il fut découvert le 12 avril 2010 aux États-Unis par le programme WISE. Il présente une orbite caractérisée par un demi-grand axe de 3,19 UA, une excentricité de 0,18 et une inclinaison de 17,2° par rapport à l'écliptique.

## Compléments